# سرویس زتو
سرویس زتو (انگلیسی: Zattoo) یک پلتفرم آنلاین پخش محتوا بر اساس تقاضای بینندگان و مخاطبین است. مقر اصلی شرکت در زوریخ سوئیس واقع شده‌است و سرویس‌های پخش محتوای این شرکت طیف وسیعی ار مخاطبین رو در آلمان و سوئیس را شامل می‌شود.